# Copa América 2015
Navigation
Édition précédente Édition suivante
La Copa América 2015 est la 44e édition de la Copa América, le principal tournoi international de la CONMEBOL. Le tournoi est organisé au Chili et le tenant du titre est l'Uruguay. Après quatre échecs subits en finale par le passé, Chili remporte sa première Copa América à domicile, à l'issue d'une séance de tirs au but victorieuse en finale contre l'Argentine (0-0 après prolongation, 4 tirs au but à 1).

## Organisation de la compétition
La Copa América 2015 est la 44e édition de la Copa América, le principal tournoi international de la CONMEBOL. Le tournoi devait initialement être organisé au Brésil (qui ne l'avait plus accueilli depuis 1989).
Toutefois, le Brésil devait également accueillir la Coupe des confédérations 2013, la Coupe du monde de football de 2014 et les Jeux olympiques d'été de 2016, ce qui a conduit à reconsidérer la décision de la CONMEBOL.
Le président de la CONMEBOL, Nicolas Leoz, a proposé la réalisation du tournoi continental au Mexique (bien que celui-ci appartienne à une autre confédération, la CONCACAF). La Bolivie a également exprimé son intérêt pour prendre la place du Brésil dans l'organisation du tournoi.
Les gouvernements du Brésil et du Chili ont examiné la possibilité d'échanger l'organisation de la compétition en 2015 et 2019. En mars 2012, le Chili fut choisi et organisa la Copa América en 2015 tandis que le Brésil organisa celle de 2019.

## Nations participantes
- Chili (pays organisateur)
- Argentine
- Bolivie
- Brésil
- Colombie
- Équateur
- Paraguay
- Pérou
- Uruguay (tenant du titre)
- Venezuela
- Jamaïque (invité)[5]
- Mexique (invité)

## Villes et stades
| Santiago                                                                          | Santiago                                                                                | Valparaíso                                                                  |
| --------------------------------------------------------------------------------- | --------------------------------------------------------------------------------------- | --------------------------------------------------------------------------- |
| Estadio Nacional de Chile Capacité prévue : 48 665 (stade rénové)                 | Estadio Monumental David Arellano Capacité prévue : 47 347 (stade rénové)               | Estadio Elías Figueroa Brander Capacité prévue : 25 000 (stade reconstruit) |
|                                                                                   |                                                                                         |                                                                             |
| Viña del Mar                                                                      | \| Santiago Concepción Antofagasta Temuco Viña del Mar Rancagua Valparaíso La Serena \| | Rancagua                                                                    |
| Estadio Sausalito Capacité prévue : 25 000 (stade reconstruit)                    | \| Santiago Concepción Antofagasta Temuco Viña del Mar Rancagua Valparaíso La Serena \| | Estadio El Teniente Capacité prévue : 16 000 (stade reconstruit)            |
|                                                                                   | \| Santiago Concepción Antofagasta Temuco Viña del Mar Rancagua Valparaíso La Serena \| |                                                                             |
| Antofagasta                                                                       | \| Santiago Concepción Antofagasta Temuco Viña del Mar Rancagua Valparaíso La Serena \| | La Serena                                                                   |
| Estadio Calvo y Bascuñán Capacité prévue : 22 000 (stade rénové)                  | \| Santiago Concepción Antofagasta Temuco Viña del Mar Rancagua Valparaíso La Serena \| | Estadio La Portada Capacité prévue : 18 500 (stade reconstruit)             |
|                                                                                   | \| Santiago Concepción Antofagasta Temuco Viña del Mar Rancagua Valparaíso La Serena \| |                                                                             |
| Concepción                                                                        | \| Santiago Concepción Antofagasta Temuco Viña del Mar Rancagua Valparaíso La Serena \| | Temuco                                                                      |
| Estadio Collao Capacité prévue : 33 000 (stade rénové)                            | \| Santiago Concepción Antofagasta Temuco Viña del Mar Rancagua Valparaíso La Serena \| | Estadio Germán Becker Capacité prévue : 18 500 (stade rénové)               |
|                                                                                   | \| Santiago Concepción Antofagasta Temuco Viña del Mar Rancagua Valparaíso La Serena \| |                                                                             |
| Santiago Concepción Antofagasta Temuco Viña del Mar Rancagua Valparaíso La Serena |                                                                                         |                                                                             |

## Premier tour

### Groupe A
| Équipe   | Pts | J | G | N | P | BP | BC | Diff |
| -------- | --- | - | - | - | - | -- | -- | ---- |
| Chili    | 7   | 3 | 2 | 1 | 0 | 10 | 3  | +7   |
| Bolivie  | 4   | 3 | 1 | 1 | 1 | 3  | 7  | -4   |
| Équateur | 3   | 3 | 1 | 0 | 2 | 4  | 6  | -2   |
| Mexique  | 2   | 3 | 0 | 2 | 1 | 4  | 5  | -1   |

| 11 juin 2015 | Chili                         | 2 - 0 | Équateur | Estadio Nacional, Santiago                     |                                                |
| 20:30        | Vidal 67e (pen.) · Vargas 84e |       |          | Spectateurs : 48 665 Arbitrage : Néstor Pitana | Spectateurs : 48 665 Arbitrage : Néstor Pitana |
| 20:30        | Rapport                       |       |          | Spectateurs : 48 665 Arbitrage : Néstor Pitana | Spectateurs : 48 665 Arbitrage : Néstor Pitana |

| 12 juin 2015 | Mexique | 0 - 0 | Bolivie | Estadio Sausalito, Viña del Mar                  |                                                  |
| 20:30        |         |       |         | Spectateurs : 14 987 Arbitrage : Enrique Cáceres | Spectateurs : 14 987 Arbitrage : Enrique Cáceres |
| 20:30        | Rapport |       |         | Spectateurs : 14 987 Arbitrage : Enrique Cáceres | Spectateurs : 14 987 Arbitrage : Enrique Cáceres |

| 15 juin 2015 | Équateur                  | 2 - 3 | Bolivie                                       | Estadio Elías Figueroa Brander, Valparaiso   |                                              |
| 18:00        | Montero 48e · Bolaños 81e |       | 5e Raldes · 18e Smedberg · 41e (pen.) Martins | Spectateurs : 5 982 Arbitrage : Joel Aguilar | Spectateurs : 5 982 Arbitrage : Joel Aguilar |
| 18:00        | Rapport                   |       |                                               | Spectateurs : 5 982 Arbitrage : Joel Aguilar | Spectateurs : 5 982 Arbitrage : Joel Aguilar |

| 15 juin 2015 | Chili                             | 3 - 3 | Mexique                     | Estadio Nacional, Santiago                            |                                                       |
| 20:30        | Vidal 22e 55e (pen.) · Vargas 42e |       | 21e 66e Vuoso · 29e Jiménez | Spectateurs : 45 583 Arbitrage : Víctor Hugo Carrillo | Spectateurs : 45 583 Arbitrage : Víctor Hugo Carrillo |
| 20:30        | Rapport                           |       |                             | Spectateurs : 45 583 Arbitrage : Víctor Hugo Carrillo | Spectateurs : 45 583 Arbitrage : Víctor Hugo Carrillo |

| 16 juin 2015 | Mexique     | 1 - 2 | Équateur                   | Estadio El Teniente, Rancagua                |                                              |
| 18:00        | Jiménez 64e |       | 26e Bolaños · 57e Valencia | Spectateurs : 11 051 Arbitrage : José Argote | Spectateurs : 11 051 Arbitrage : José Argote |
| 18:00        | Rapport     |       |                            | Spectateurs : 11 051 Arbitrage : José Argote | Spectateurs : 11 051 Arbitrage : José Argote |

| 19 juin 2015 | Chili                                                        | 5 - 0 | Bolivie | Estadio Nacional, Santiago                    |                                               |
| 20:30        | Aránguiz 3e 66e · Sánchez 37e · Medel 80e · Raldes 86e (csc) |       |         | Spectateurs : 45 601 Arbitrage : Andrés Cunha | Spectateurs : 45 601 Arbitrage : Andrés Cunha |
| 20:30        | Rapport                                                      |       |         | Spectateurs : 45 601 Arbitrage : Andrés Cunha | Spectateurs : 45 601 Arbitrage : Andrés Cunha |

### Groupe B
| Équipe    | Pts | J | G | N | P | BP | BC | Diff |
| --------- | --- | - | - | - | - | -- | -- | ---- |
| Argentine | 7   | 3 | 2 | 1 | 0 | 4  | 2  | +2   |
| Paraguay  | 5   | 3 | 1 | 2 | 0 | 4  | 3  | +1   |
| Uruguay   | 4   | 3 | 1 | 1 | 1 | 2  | 2  | 0    |
| Jamaïque  | 0   | 3 | 0 | 0 | 3 | 0  | 3  | -3   |

| 13 juin 2015 | Uruguay       | 1 - 0 | Jamaïque | Estadio Regional de Antofagasta, Antofagasta |                                             |
| 16:00        | Rodríguez 52e |       |          | Spectateurs : 8 653 Arbitrage : José Argote  | Spectateurs : 8 653 Arbitrage : José Argote |
| 16:00        | Rapport       |       |          | Spectateurs : 8 653 Arbitrage : José Argote  | Spectateurs : 8 653 Arbitrage : José Argote |

| 13 juin 2015 | Argentine                     | 2 - 2 | Paraguay                 | Estadio La Portada, La Serena                  |                                                |
| 18:30        | Agüero 29e · Messi 35e (pen.) |       | 60e Valdez · 90e Barrios | Spectateurs : 16 681 Arbitrage : Wilmar Roldán | Spectateurs : 16 681 Arbitrage : Wilmar Roldán |
| 18:30        | Rapport                       |       |                          | Spectateurs : 16 681 Arbitrage : Wilmar Roldán | Spectateurs : 16 681 Arbitrage : Wilmar Roldán |

| 16 juin 2015 | Paraguay    | 1 - 0 | Jamaïque | Estadio Regional de Antofagasta, Antofagasta |                                             |
| 18:00        | Benítez 36e |       |          | Spectateurs : 6 099 Arbitrage : Carlos Vera  | Spectateurs : 6 099 Arbitrage : Carlos Vera |
| 18:00        | Rapport     |       |          | Spectateurs : 6 099 Arbitrage : Carlos Vera  | Spectateurs : 6 099 Arbitrage : Carlos Vera |

| 16 juin 2015 | Argentine  | 1 - 0 | Uruguay | Estadio La Portada, La Serena                 |                                               |
| 20:30        | Agüero 56e |       |         | Spectateurs : 18 243 Arbitrage : Sandro Ricci | Spectateurs : 18 243 Arbitrage : Sandro Ricci |
| 20:30        | Rapport    |       |         | Spectateurs : 18 243 Arbitrage : Sandro Ricci | Spectateurs : 18 243 Arbitrage : Sandro Ricci |

| 20 juin 2015 | Uruguay     | 1 - 1 | Paraguay    | Estadio La Portada, La Serena                   |                                                 |
| 16:00        | Giménez 29e |       | 45e Barrios | Spectateurs : 16 021 Arbitrage : Roberto García | Spectateurs : 16 021 Arbitrage : Roberto García |
| 16:00        | Rapport     |       |             | Spectateurs : 16 021 Arbitrage : Roberto García | Spectateurs : 16 021 Arbitrage : Roberto García |

| 20 juin 2015 | Argentine   | 1 - 0 | Jamaïque | Estadio Sausalito, Viña del Mar                 |                                                 |
| 18:30        | Higuaín 11e |       |          | Spectateurs : 21 083 Arbitrage : Julio Bascuñán | Spectateurs : 21 083 Arbitrage : Julio Bascuñán |
| 18:30        | Rapport     |       |          | Spectateurs : 21 083 Arbitrage : Julio Bascuñán | Spectateurs : 21 083 Arbitrage : Julio Bascuñán |

### Groupe C
| Équipe    | Pts | J | G | N | P | BP | BC | Diff |
| --------- | --- | - | - | - | - | -- | -- | ---- |
| Brésil    | 6   | 3 | 2 | 0 | 1 | 4  | 3  | +1   |
| Pérou     | 4   | 3 | 1 | 1 | 1 | 2  | 2  | 0    |
| Colombie  | 4   | 3 | 1 | 1 | 1 | 1  | 1  | 0    |
| Venezuela | 3   | 3 | 1 | 0 | 2 | 2  | 3  | -1   |

| 14 juin 2015 | Colombie | 0 - 1 | Venezuela  | Estadio El Teniente, Rancagua                 |                                               |
| 16:00        |          |       | 60e Rondón | Spectateurs : 12 387 Arbitrage : Andrés Cunha | Spectateurs : 12 387 Arbitrage : Andrés Cunha |
| 16:00        | Rapport  |       |            | Spectateurs : 12 387 Arbitrage : Andrés Cunha | Spectateurs : 12 387 Arbitrage : Andrés Cunha |

| 14 juin 2015 | Brésil                          | 2 - 1 | Pérou    | Estadio Municipal Germán Becker, Temuco         |                                                 |
| 18:30        | Neymar 5e · Douglas Costa 90+2e |       | 3e Cueva | Spectateurs : 16 342 Arbitrage : Roberto García | Spectateurs : 16 342 Arbitrage : Roberto García |
| 18:30        | Rapport                         |       |          | Spectateurs : 16 342 Arbitrage : Roberto García | Spectateurs : 16 342 Arbitrage : Roberto García |

| 17 juin 2015 | Brésil  | 0 - 1 | Colombie    | Estadio Monumental David Arellano, Santiago    |                                                |
| 20:30        |         |       | 36e Murillo | Spectateurs : 44 008 Arbitrage : Enrique Osses | Spectateurs : 44 008 Arbitrage : Enrique Osses |
| 20:30        | Rapport |       |             | Spectateurs : 44 008 Arbitrage : Enrique Osses | Spectateurs : 44 008 Arbitrage : Enrique Osses |

| 18 juin 2015 | Pérou       | 1 - 0 | Venezuela | Estadio Elías Figueroa Brander, Valparaíso   |                                              |
| 20:30        | Pizarro 72e |       |           | Spectateurs : 15 542 Arbitrage : Raúl Orosco | Spectateurs : 15 542 Arbitrage : Raúl Orosco |
| 20:30        | Rapport     |       |           | Spectateurs : 15 542 Arbitrage : Raúl Orosco | Spectateurs : 15 542 Arbitrage : Raúl Orosco |

| 21 juin 2015 | Colombie | 0 - 0 | Pérou | Estadio Municipal Germán Becker, Temuco        |                                                |
| 16:00        |          |       |       | Spectateurs : 17 231 Arbitrage : Néstor Pitana | Spectateurs : 17 231 Arbitrage : Néstor Pitana |
| 16:00        | Rapport  |       |       | Spectateurs : 17 231 Arbitrage : Néstor Pitana | Spectateurs : 17 231 Arbitrage : Néstor Pitana |

| 21 juin 2015 | Brésil                        | 2 - 1 | Venezuela | Estadio Monumental David Arellano, Santiago      |                                                  |
| 18:30        | Thiago Silva 8e · Firmino 51e |       | 85e Miku  | Spectateurs : 33 284 Arbitrage : Enrique Cáceres | Spectateurs : 33 284 Arbitrage : Enrique Cáceres |
| 18:30        | Rapport                       |       |           | Spectateurs : 33 284 Arbitrage : Enrique Cáceres | Spectateurs : 33 284 Arbitrage : Enrique Cáceres |

### Classement des troisièmes
| Place | Équipe   | Pts | J | G | N | P | BP | BC | Diff |
| ----- | -------- | --- | - | - | - | - | -- | -- | ---- |
| 1     | Uruguay  | 4   | 3 | 1 | 1 | 1 | 2  | 2  | 0    |
| 2     | Colombie | 4   | 3 | 1 | 1 | 1 | 1  | 1  | 0    |
| 3     | Équateur | 3   | 3 | 1 | 0 | 2 | 4  | 6  | -2   |

L'Uruguay et la Colombie sont les deux meilleurs troisièmes repêchés pour disputer les quarts de finale.

## Tableau final
Pour la première fois dans l'histoire de la Copa América, il n'y a pas de prolongation prévue en cas d'égalité à la fin du temps règlementaire : la qualification se décide alors directement par une séance de tirs au but. La finale fait toutefois exception avec le maintien de la prolongation en cas d'égalité à la fin du temps règlementaire.
|  | Quarts de finale       | Quarts de finale   | Quarts de finale     | Quarts de finale   |             |             | Demi-finales       | Demi-finales       | Demi-finales                  | Demi-finales                  |                               |                               | Finale               | Finale               | Finale               | Finale               |
|  |                        |                    |                      |                    |             |             |                    |                    |                               |                               |                               |                               |                      |                      |                      |                      |
|  | 024 juin, Santiago     | 024 juin, Santiago | 024 juin, Santiago   | 024 juin, Santiago |             |             | 029 juin, Santiago | 029 juin, Santiago | 029 juin, Santiago            | 029 juin, Santiago            |                               |                               | 04 juillet, Santiago | 04 juillet, Santiago | 04 juillet, Santiago | 04 juillet, Santiago |
|  | 024 juin, Santiago     | 024 juin, Santiago | 024 juin, Santiago   | 024 juin, Santiago |             |             | 029 juin, Santiago | 029 juin, Santiago | 029 juin, Santiago            | 029 juin, Santiago            |                               |                               | 04 juillet, Santiago | 04 juillet, Santiago | 04 juillet, Santiago | 04 juillet, Santiago |
|  | 0 Chili                | 0 Chili            | 1                    | 1                  |             |             | 029 juin, Santiago | 029 juin, Santiago | 029 juin, Santiago            | 029 juin, Santiago            |                               |                               | 04 juillet, Santiago | 04 juillet, Santiago | 04 juillet, Santiago | 04 juillet, Santiago |
|  | 0 Chili                | 0 Chili            | 1                    | 1                  |             |             | 029 juin, Santiago | 029 juin, Santiago | 029 juin, Santiago            | 029 juin, Santiago            |                               |                               | 04 juillet, Santiago | 04 juillet, Santiago | 04 juillet, Santiago | 04 juillet, Santiago |
|  | 0 Uruguay              | 0 Uruguay          | 0                    | 0                  |             |             | 029 juin, Santiago | 029 juin, Santiago | 029 juin, Santiago            | 029 juin, Santiago            |                               |                               | 04 juillet, Santiago | 04 juillet, Santiago | 04 juillet, Santiago | 04 juillet, Santiago |
|  | 0 Uruguay              | 0 Uruguay          | 0                    | 0                  | 0 Chili     | 0 Chili     | 2                  | 2                  |                               |                               |                               |                               | 04 juillet, Santiago | 04 juillet, Santiago | 04 juillet, Santiago | 04 juillet, Santiago |
|  | 025 juin, Temuco       |                    |                      |                    | 0 Chili     | 0 Chili     | 2                  | 2                  |                               |                               |                               |                               | 04 juillet, Santiago | 04 juillet, Santiago | 04 juillet, Santiago | 04 juillet, Santiago |
|  |                        |                    | 0 Pérou              | 0 Pérou            | 1           | 1           |                    |                    |                               |                               |                               |                               | 04 juillet, Santiago | 04 juillet, Santiago | 04 juillet, Santiago | 04 juillet, Santiago |
|  | 0 Bolivie              | 0 Bolivie          | 0 Pérou              | 0 Pérou            | 1           | 1           | 1                  | 1                  |                               |                               |                               |                               | 04 juillet, Santiago | 04 juillet, Santiago | 04 juillet, Santiago | 04 juillet, Santiago |
|  | 0 Bolivie              | 0 Bolivie          | 030 juin, Concepción |                    |             |             | 1                  | 1                  |                               |                               |                               |                               | 04 juillet, Santiago | 04 juillet, Santiago | 04 juillet, Santiago | 04 juillet, Santiago |
|  | 0 Pérou                | 0 Pérou            | 3                    | 3                  |             |             |                    |                    |                               |                               |                               |                               | 04 juillet, Santiago | 04 juillet, Santiago | 04 juillet, Santiago | 04 juillet, Santiago |
|  | 0 Pérou                | 0 Pérou            | 3                    | 3                  | 0 Chili     | 0 Chili     | 0ap (4)            | 0ap (4)            |                               |                               |                               |                               |                      |                      |                      |                      |
|  | 026 juin, Viña del Mar |                    |                      |                    | 0 Chili     | 0 Chili     | 0ap (4)            | 0ap (4)            |                               |                               |                               |                               |                      |                      |                      |                      |
|  |                        |                    | 0 Argentine          | 0 Argentine        | 0 tab(1)    | 0 tab(1)    |                    |                    |                               |                               |                               |                               |                      |                      |                      |                      |
|  | 0 Argentine            | 0 Argentine        | 0 Argentine          | 0 Argentine        | 0 tab(1)    | 0 tab(1)    | 0 tab(5)           | 0 tab(5)           |                               |                               |                               |                               |                      |                      |                      |                      |
|  | 0 Argentine            | 0 Argentine        |                      |                    |             |             |                    |                    |                               |                               |                               |                               |                      |                      |                      |                      |
|  | 0 Colombie             | 0 Colombie         | 0 (4)                | 0 (4)              |             |             |                    |                    |                               |                               |                               |                               |                      |                      |                      |                      |
|  | 0 Colombie             | 0 Colombie         | 0 (4)                | 0 (4)              | 0 Argentine | 0 Argentine | 6                  | 6                  | Match pour la troisième place | Match pour la troisième place | Match pour la troisième place | Match pour la troisième place |                      |                      |                      |                      |
|  | 027 juin, Concepción   |                    |                      |                    | 0 Argentine | 0 Argentine | 6                  | 6                  | Match pour la troisième place | Match pour la troisième place | Match pour la troisième place | Match pour la troisième place |                      |                      |                      |                      |
|  |                        |                    | 0 Paraguay           | 0 Paraguay         | 1           | 1           |                    |                    | 03 juillet, Concepción        | 03 juillet, Concepción        | 03 juillet, Concepción        | 03 juillet, Concepción        |                      |                      |                      |                      |
|  | 0 Brésil               | 0 Brésil           | 0 Paraguay           | 0 Paraguay         | 1           | 1           | 1 (3)              | 1 (3)              | 03 juillet, Concepción        | 03 juillet, Concepción        | 03 juillet, Concepción        | 03 juillet, Concepción        |                      |                      |                      |                      |
|  | 0 Brésil               | 0 Brésil           |                      |                    |             |             |                    | 1 (3)              |                               |                               | 0 Pérou                       | 0 Pérou                       | 2                    | 2                    |                      |                      |
|  | 0 Paraguay             | 0 Paraguay         | 1 tab(4)             | 1 tab(4)           |             |             |                    |                    |                               |                               | 0 Pérou                       | 0 Pérou                       | 2                    | 2                    |                      |                      |
|  | 0 Paraguay             | 0 Paraguay         | 1 tab(4)             | 1 tab(4)           | 0 Paraguay  | 0 Paraguay  | 0                  | 0                  |                               |                               |                               |                               |                      |                      |                      |                      |
|  |                        |                    |                      |                    |             |             |                    |                    |                               |                               |                               |                               |                      |                      |                      |                      |

### Quarts de finale
| 24 juin 2015 | Chili    | 1 - 0 | Uruguay | Estadio Nacional, Santiago                    |                                               |
| 20:30        | Isla 81e |       |         | Spectateurs : 45 304 Arbitrage : Sandro Ricci | Spectateurs : 45 304 Arbitrage : Sandro Ricci |
| 20:30        | Rapport  |       |         | Spectateurs : 45 304 Arbitrage : Sandro Ricci | Spectateurs : 45 304 Arbitrage : Sandro Ricci |

| 25 juin 2015 | Bolivie            | 1 - 3 | Pérou                | Estadio Municipal Germán Becker, Temuco        |                                                |
| 20:30        | Martins 83e (pen.) |       | 20e 23e 74e Guerrero | Spectateurs : 16 872 Arbitrage : Wilmar Roldán | Spectateurs : 16 872 Arbitrage : Wilmar Roldán |
| 20:30        | Rapport            |       |                      | Spectateurs : 16 872 Arbitrage : Wilmar Roldán | Spectateurs : 16 872 Arbitrage : Wilmar Roldán |

| 26 juin 2015 | Argentine                                                | 0 - 0             | Colombie                                                        | Estadio Sausalito, Viña del Mar                 |                                                 |
| 20:30        |                                                          |                   |                                                                 | Spectateurs : 21 508 Arbitrage : Roberto García | Spectateurs : 21 508 Arbitrage : Roberto García |
| 20:30        | Rapport                                                  |                   |                                                                 | Spectateurs : 21 508 Arbitrage : Roberto García | Spectateurs : 21 508 Arbitrage : Roberto García |
| 20:30        | Messi · Garay · Banega · Lavezzi · Biglia · Rojo · Tévez | Tirs au but 5 - 4 | James · Falcao · Cuadrado · Muriel · Cardona · Zúñiga · Murillo | Spectateurs : 21 508 Arbitrage : Roberto García | Spectateurs : 21 508 Arbitrage : Roberto García |

| 27 juin 2015 | Brésil                                                             | 1 - 1             | Paraguay                                               | Estadio Municipal de Concepción, Concepción   |                                               |
| 20:30        | Robinho 15e                                                        |                   | 72e (pen.) González                                    | Spectateurs : 29 276 Arbitrage : Andrés Cunha | Spectateurs : 29 276 Arbitrage : Andrés Cunha |
| 20:30        | Rapport                                                            |                   |                                                        | Spectateurs : 29 276 Arbitrage : Andrés Cunha | Spectateurs : 29 276 Arbitrage : Andrés Cunha |
| 20:30        | Fernandinho · Éverton Ribeiro · Miranda · Douglas Costa · Coutinho | Tirs au but 3 - 4 | Martinez · Caceres · Bobadilla · Santa Cruz · González | Spectateurs : 29 276 Arbitrage : Andrés Cunha | Spectateurs : 29 276 Arbitrage : Andrés Cunha |

### Demi-finales
| 29 juin 2015 | Chili          | 2 - 1 | Pérou           | Estadio Nacional, Santiago                   |                                              |
| 20:30        | Vargas 42e 64e |       | 60e (csc) Medel | Spectateurs : 45 651 Arbitrage : José Argote | Spectateurs : 45 651 Arbitrage : José Argote |
| 20:30        | Rapport        |       |                 | Spectateurs : 45 651 Arbitrage : José Argote | Spectateurs : 45 651 Arbitrage : José Argote |

| 30 juin 2015 | Argentine                                                            | 6 - 1 | Paraguay    | Estadio Municipal de Concepción, Concepción   |                                               |
| 20:30        | Rojo 14e · Pastore 27e · Di María 47e 52e · Agüero 80e · Higuaín 83e |       | 43e Barrios | Spectateurs : 29 205 Arbitrage : Sandro Ricci | Spectateurs : 29 205 Arbitrage : Sandro Ricci |
| 20:30        | Rapport                                                              |       |             | Spectateurs : 29 205 Arbitrage : Sandro Ricci | Spectateurs : 29 205 Arbitrage : Sandro Ricci |

### Match pour la troisième place
| 3 juillet 2015 | Pérou                       | 2 - 0 | Paraguay | Estadio Municipal de Concepción, Concepción  |                                              |
| 20:30          | Carrillo 48e · Guerrero 89e |       |          | Spectateurs : 29 143 Arbitrage : Raúl Orosco | Spectateurs : 29 143 Arbitrage : Raúl Orosco |
| 20:30          | Rapport                     |       |          | Spectateurs : 29 143 Arbitrage : Raúl Orosco | Spectateurs : 29 143 Arbitrage : Raúl Orosco |

### Finale
| 4 juillet 2015 | Chili                                  | 0 - 0 a. p.       | Argentine                | Estadio Nacional, Santiago                     |                                                |
| 17 h           |                                        | (0 - 0 ; 0 - 0)   |                          | Spectateurs : 45 693 Arbitrage : Wilmar Roldán | Spectateurs : 45 693 Arbitrage : Wilmar Roldán |
| 17 h           | Rapport                                |                   |                          | Spectateurs : 45 693 Arbitrage : Wilmar Roldán | Spectateurs : 45 693 Arbitrage : Wilmar Roldán |
| 17 h           | Fernández · Vidal · Aránguiz · Sánchez | Tirs au but 4 - 1 | Messi · Higuaín · Banega | Spectateurs : 45 693 Arbitrage : Wilmar Roldán | Spectateurs : 45 693 Arbitrage : Wilmar Roldán |

## Résultat
| Vainqueur de la Copa América 2015 Chili 1er titre |

## Statistiques et récompenses

### Classement des buteurs
4 buts
- Paolo Guerrero
- Eduardo Vargas

3 buts
- Arturo Vidal
- Sergio Agüero
- Lucas Barrios

2 buts
| - Vicente Vuoso - Miler Bolaños - Enner Valencia - Raúl Jiménez | - Charles Aránguiz - Marcelo Martins - Ángel Di María - Gonzalo Higuaín |  |

1 but
| - Mauricio Isla - Douglas Costa - Cristian Rodriguez - Christian Cueva - Lionel Messi - Neymar - Salomón Rondón - Ronald Raldes | - Martin Smedberg - Édgar Benítez - Jeison Murillo - Claudio Pizarro - Alexis Sánchez - Gary Medel - Thiago Silva | - Roberto Firmino - Nicolás Fedor Miku - Robinho - Derlis González - Marcos Rojo - Javier Pastore - André Carrillo |

Buts contre son camp
1 but
- Ronald Raldes (pour le Chili)
- Gary Medel (pour le Pérou)

### Classement des passeurs décisifs
3 passes décisives
- Jorge Valdivia
- Lionel Messi

2 passes
- Alexis Sánchez
- Adrián Aldrete
- Martin Smedberg
- Daniel Alves
- Ángel Di María

1 passe
| - Neymar - José Giménez - Paulo da Silva - Alejandro Guerra - Jefferson Montero - Arturo Vidal - Juan Medina | - Marcelo Martins - Pablo Zabaleta - Víctor Cáceres - Miller Bolaños - Eduardo Vargas - Ángelo Henríquez - Robinho | - Willian - Christian Cueva - Juan Vargas - Gary Medel - Javier Pastore - Joel Sánchez |

### Récompenses
- Meilleur joueur: Non attribué[6]
- Meilleur buteur:  Paolo Guerrero

 Eduardo Vargas
- Meilleur jeune joueur:  Jeison Murillo
- Meilleur gardien:  Claudio Bravo
- Prix du fair-play:  Pérou

### Équipe type
| Gardien       | Défenseurs                                 | Milieux                                                     | Attaquants                                 | Entraîneur              |
| ------------- | ------------------------------------------ | ----------------------------------------------------------- | ------------------------------------------ | ----------------------- |
| Claudio Bravo | Jeison Murillo Gary Medel Nicolás Otamendi | Christian Cueva Marcelo Díaz Javier Mascherano Arturo Vidal | Eduardo Vargas Paolo Guerrero Lionel Messi | Jorge Sampaoli ( Chili) |